# Legio I Adiutrix
La Legio I Adiutrix ("ausiliatrice"), fu una legione romana formata nei primi mesi del 68 con i marinai della flotta di Miseno, forse da Galba su ordine di Nerone. L'ultima registrazione che menziona la Adiutrix è del 444, quando questa era di stanza a Szöny (Brigetio), nella provincia romana di Pannonia. L'emblema della legione era un Capricorno, usato assieme ad un cavallo alato Pegaso.

## Storia

### Dalla guerra civile ai Flavi: 68-96
Durante il turbolento anno dei quattro imperatori, la legione presumibilmente combatté prima per Galba, e quindi nell'esercito di Otone, nella battaglia di locus Castorum (ma non è sicuro) e nella prima battaglia di Bedriaco, dove questo imperatore venne sconfitto da Vitellio. Nel 70, la legione combatteva le ultime fasi della Rivolta batava.
La città di Magonza (Mogontiacum) è la prima base conosciuta della legione, che condivideva con la Legio XIV Gemina. Qui le due legioni si occupavano principalmente di difendere la nuova provincia della Germania superiore. Nell'83 parteciparono alle campagne germaniche di Domiziano contro la popolazione dei Catti, una tribù germanica che viveva oltre il Reno a nord del fiume Meno. Alcune sue vexillationes potrebbero essere state inviate nel vicino castum di Mirebeau a costituire una riserva strategica dell'imperatore Domiziano.
Poco più tardi nell'85-86 prese parte con sue vexillationes alla nuova guerra contro i Daci, promossa da Domiziano. A partire dall'89 prese parte anche alle campagne suebo-sarmatiche di Domiziano (concluse da Traiano nel 97), durante le quali potrebbe essere stata già trasferita in Pannonia (anche in seguito alla distruzione di un'intera legione ad opera dei sarmati Iazigi), o forse per un paio d'anni a Burnum in Dalmazia. Il primo castrum pannonico alcuni ipotizzano possa essere stato quello di Mursa (dal 90 circa), vista la vicinanza con quello di Sirmio, dove era dislocata la legio II Adiutrix.

### Da Nerva agli Antonini: 96-192

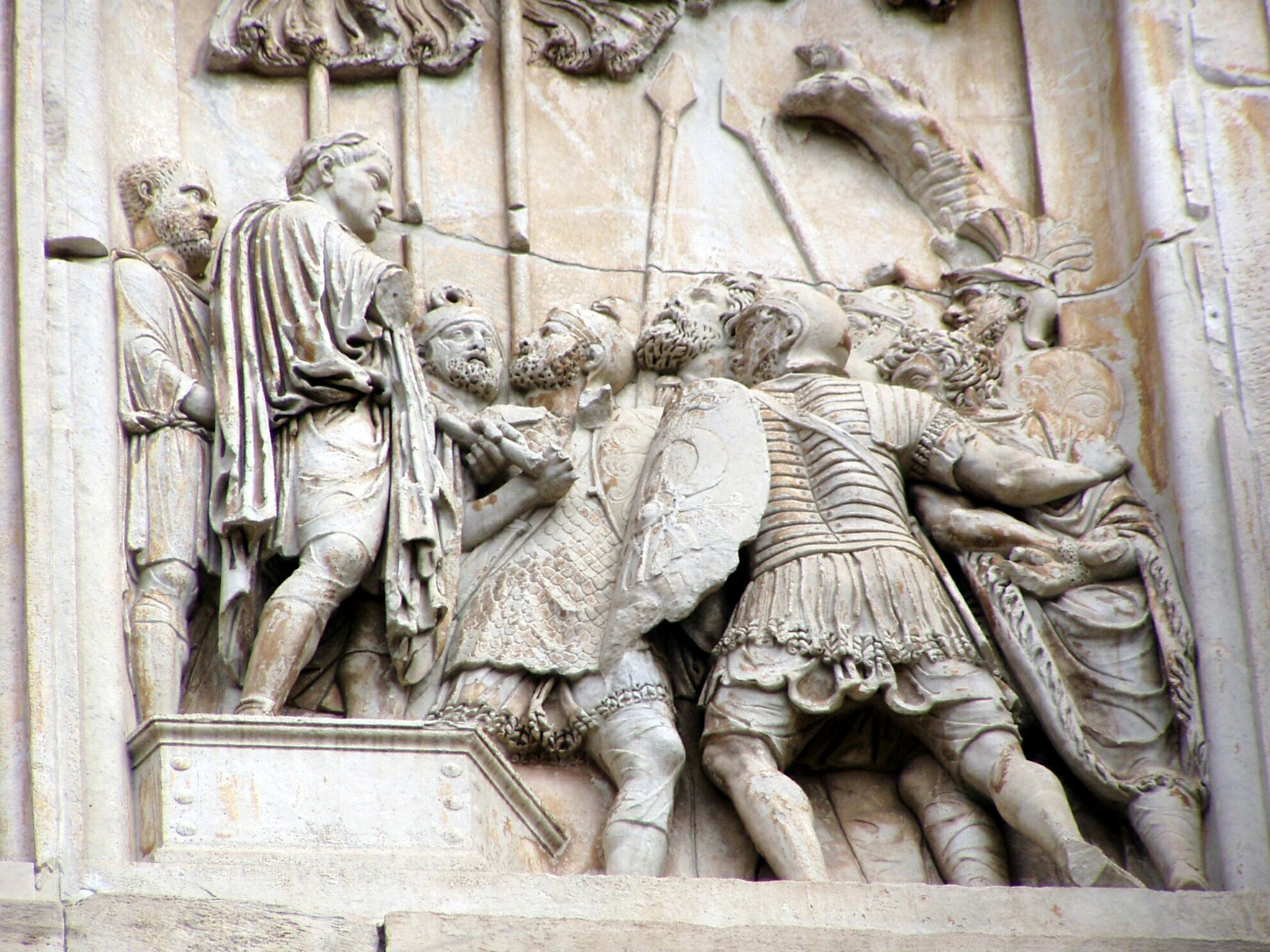
Lo scudo rappresentato in questo fregio (dell'epoca di Marco Aurelio), ora sull'arco di Costantino apparterrebbe ad una delle due legioni Adiutrix di classiarii.

A seguito dell'assassinio di Domiziano del 96, la Adiutrix, assieme all'armata danubiana, giocò un ruolo importante nella politica romana nell'ottobre del 97, favorendo l'adozione di Traiano da parte di Nerva, successore della dinastia flavia. La legione era ora certamente stanziata a Brigetio (se non già dal 90). Quando Traiano divenne imperatore (nel 98), diede alla legione il cognomen di pia fidelis ("leale e fedele") in riconoscimento del suo appoggio.
Tra il 101 e il 106, sotto il comando del nuovo imperatore, la Adiutrix partecipò alla conquista la Dacia ed occupò la nuova provincia (insieme alle legioni Legio IIII Flavia Felix e Legio XIII Gemina) con sue vexillationes lasciate ad Apulum. Una volta divisa la provincia di Pannonia in Pannonia inferiore e Pannonia superiore (nel 103), il castrum di Brigetio rientrò nella giurisdizione del governatore di quest'ultima, almeno fino a quando l'imperatore Caracalla non modificò i confini tra le due nuove province, attribuendo castrum e legione alla provincia inferior.
Traiano utilizzò questa legione anche nella campagna contro la Partia (115-117). Una volta conclusa la pace da parte di Adriano, la I Adiutrix fu stanziata di nuovo in Pannonia, a Brigetio. Si hanno notizie della sua presenza lì fino all'anno 444.
Durante i decenni successivi alle campagne di Traiano, la I Adiutrix rimase stanziata sulla frontiera danubiana, a parte una breve permanenza di sue vexillationes nel Ponto per una campagna contro gli Alani lungo i confini della Cappadocia (al tempo di Publio Elio Adriano). Tra il 171 e il 175, suo comandante fu Pertinace, imperatore per un breve periodo nel 193.

### Dai Severi a Diocleziano: 193-305

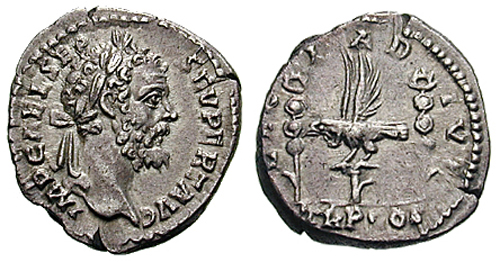
Denario della legio I Adiutrix dell'epoca di Settimio Severo. Nella parte frontale il busto dell'imperatore con l'alloro in testa e la scritta: IMP CAE L SEP SEV PERT AVG; sul retro la scritta LEG I AD IVT (invitta), TR P COS con la rappresentazione di un'aquila legionaria tra due insegne legionarie.

Appoggiò la candidatura dell'allora governatore della Pannonia superiore, Settimio Severo, durante la guerra civile degli anni 193-197 fino all'ottenimento del trono imperiale. Nei decenni successivi la legione partecipò con sue vexillationes a diverse campagne contro i Parti, a partire da quelle degli anni 195 e 197-198, poi del 215-217 sotto Caracalla e del 244 ai tempi dell'imperatore Gordiano III. Passò sotto il comando del governatore della Pannonia inferiore a partire dal 214, pur rimanendo di stanza a Brigetio.
Nel corso del III secolo la legione ricevette tutta una serie di cognomina: Pia Fidelis bis ("due volte leale e fedele") e Constans ("affidabile"); Antoniana (dagli imperatori Caracalla o Eliogabalo).